# Lissotriton montandoni
Il tritone di Montandon (Lissotriton montandoni Boulenger, 1880) è un anfibio caudato appartenente alla famiglia dei Salamandridi.

## Descrizione
Il tritone di Montandon ha parti inferiori di un intenso colore arancione, senza macchie, e non presenta palmature tra le dita delle zampe posteriori. I maschi in fase acquatica esibiscono una cresta dorsale bassa, che prosegue in una cresta caudale leggermente più alta, e due pliche longitudinali lungo i fianchi che conferiscono al corpo una sezione trasversale leggermente quadrangolare. Un altro tratto caratteristico è un evidente filamento caudale. Il dorso è grigio-brunastro, marrone o olivastro, talvolta con macchie o screziature scure. La gola è arancione, senza macchie. La lunghezza totale è di 7-9 cm nei maschi e di 8-10 cm nelle femmine.

## Biologia
Il tritone di Montandon è un parente molto stretto del tritone punteggiato, con il quale può ibridarsi e il cui patrimonio genetico è parzialmente riconoscibile nel suo (cosiddetta introgressione genica). Il corteggiamento e il trasferimento degli spermatofori avvengono come nel tritone alpino, da marzo fino a estate inoltrata. La femmina depone fino a 450 uova che distribuisce su piante acquatiche. A fine estate i giovani tritoni si spostano sulla terraferma, ma alcune larve svernano anche in acqua.

## Distribuzione e habitat
Il tritone di Montandon vive esclusivamente sui rilievi montuosi dei Sudeti e Carpazi, nel cosiddetto arco dei Carpazi che si estende dalla Polonia meridionale e dalla Repubblica Ceca orientale attraverso la Slovacchia e l'ovest dell'Ucraina fino alla Romania (Transilvania). Popola soprattutto foreste di conifere e di latifoglie miste tra 150 e 2.000 m di altitudine. Nel periodo riproduttivo si può trovare in stagni, acquitrini, solchi di pneumatici riempiti d'acqua e anche in pozzi e raccolte d'acqua più grandi; in estate vive anche sulla terraferma, sotto legno morto e pietre.